# Schijndel
Schijndel – miasto i gmina w prowincji Brabancja Północna w Holandii. Liczy sobie 23 360 mieszkańców (2014).

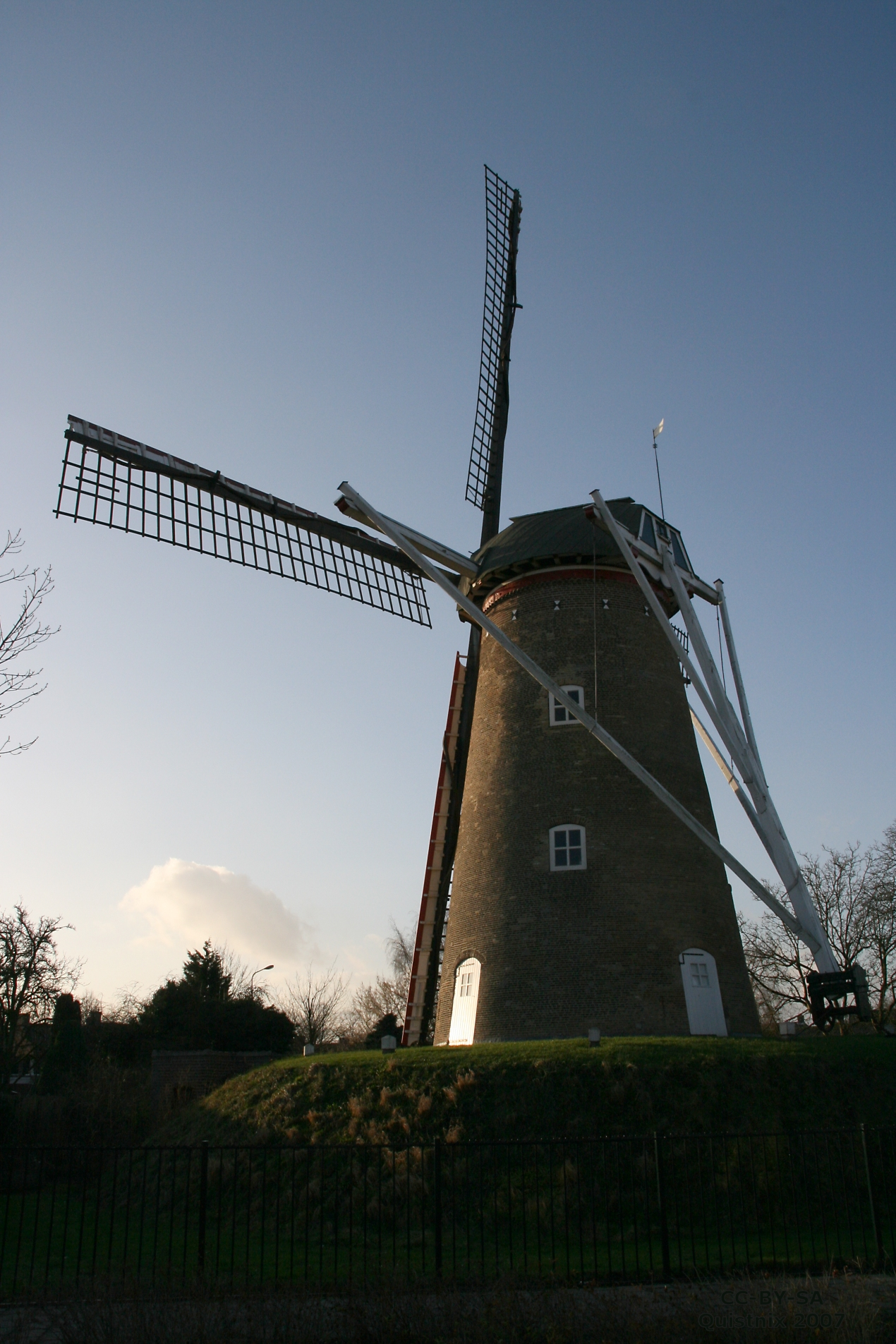
Wiatrak Pegstukken

W mieście można zobaczyć neogotycki kościół św. Serwacego z 1839 roku, a także dwa wiatraki: Catharina i Pegstukken. Znajdują się tam także udostępnione do zwiedzania browar i owczarnia.